# Comuna Laxå
Laxå (Laxå kommun) este o comună din comitatul Örebro län, Suedia, cu o populație de 5.580 locuitori (2013).

## Geografie

### Zone urbane
Lista celor mai mari zone urbane din comună (anul 2015) conform Biroului Central de Statistică al Suediei:
| Nr | Zona urbană | Pop.  |
| -- | ----------- | ----- |
| 1  | Laxå        | 3.125 |
| 2  | Finnerödja  | 575   |
| 3  | Hasselfors  | 421   |

## Demografie
| \| Evoluția demografică în comuna Laxå, 1970–2015 \| Evoluția demografică în comuna Laxå, 1970–2015 \| Evoluția demografică în comuna Laxå, 1970–2015 \| Evoluția demografică în comuna Laxå, 1970–2015 \| Evoluția demografică în comuna Laxå, 1970–2015 \| \| ----------------------------------------------------------------------------------------------------- \| ---------------------------------------------- \| ---------------------------------------------- \| ---------------------------------------------- \| ---------------------------------------------- \| \| An \| \| \| Locuitori \| \| \| 1970 \| 1970 \| \| 9536 \| 9536 \| \| 1975 \| 1975 \| \| 8664 \| 8664 \| \| 1980 \| 1980 \| \| 8662 \| 8662 \| \| 1985 \| 1985 \| \| 7972 \| 7972 \| \| 1990 \| 1990 \| \| 7622 \| 7622 \| \| 1995 \| 1995 \| \| 7065 \| 7065 \| \| 2000 \| 2000 \| \| 6699 \| 6699 \| \| 2005 \| 2005 \| \| 6136 \| 6136 \| \| 2010 \| 2010 \| \| 5686 \| 5686 \| \| 2015 \| 2015 \| \| 5656 \| 5656 \| \| Sursa: SCB - Statistika Centralbyrån, Folkmängd efter region, civilstånd, ålder och kön. År 1968–2016 \| \| \| \| \| |      |  |           |      |
| Evoluția demografică în comuna Laxå, 1970–2015 |      |  |           |      |
| An |      |  | Locuitori |      |
| 1970 | 1970 |  | 9536      | 9536 |
| 1975 | 1975 |  | 8664      | 8664 |
| 1980 | 1980 |  | 8662      | 8662 |
| 1985 | 1985 |  | 7972      | 7972 |
| 1990 | 1990 |  | 7622      | 7622 |
| 1995 | 1995 |  | 7065      | 7065 |
| 2000 | 2000 |  | 6699      | 6699 |
| 2005 | 2005 |  | 6136      | 6136 |
| 2010 | 2010 |  | 5686      | 5686 |
| 2015 | 2015 |  | 5656      | 5656 |
| Sursa: SCB - Statistika Centralbyrån, Folkmängd efter region, civilstånd, ålder och kön. År 1968–2016 |      |  |           |      |